# Richard Halsey Best
Pour les articles homonymes, voir Richard Best, Dick Best et Best.
Richard Halsey Best, dit Dick Best, né le 24 mars 1910 à Bayonne, aux États-Unis, et mort le 28 octobre 2001 à Santa Monica, est un pilote de bombardier en piqué et commandant d'escadrille dans la marine américaine pendant la Seconde Guerre mondiale. Basé avec son escadron sur l'USS Enterprise (CV-6) durant la bataille de Midway (juin 1942), il a coulé un porte-avions japonais et en a peut-être endommagé un autre avant d'être réformé pour tuberculose quelques jours plus tard.

## Début de carrière (1928–1941)

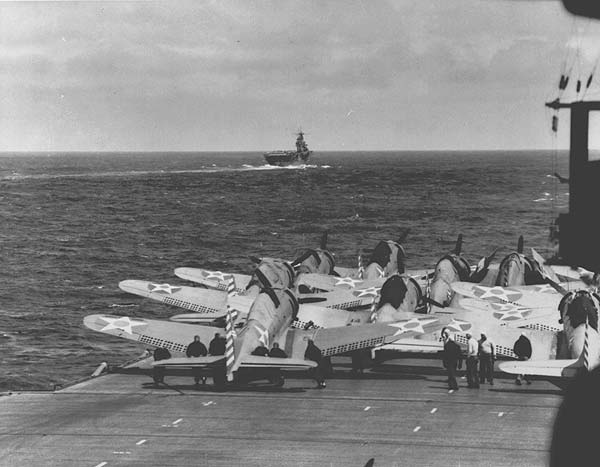
Des Douglas SBD Dauntless sur le pont de l’ en avril 1942. L’ à l'arrière-plan.

Richard H. Best est entré à l'Académie navale d'Annapolis (USNA) en 1928. Sorti avec les honneurs en 1932, il a servi deux ans sur le croiseur léger USS Richmond. En 1934, il a été transféré sur la base aéronavale de Pensacola, en Floride, comme élève de l'aéronavale. Il a terminé son entraînement en décembre 1935. Il a d'abord été assigné à l'escadron VF-2B à bord du porte-avions USS Lexington, aux commandes d'un Grumman F2F.
En juin 1938, il a eu le choix entre rejoindre une escadrille de patrouille à Panama ou à Hawaii, ou devenir instructeur de vol : c'est ce qu'il a choisi, et il a été chargé de l'instruction de l'escadrille V. Anticipant ce qui allait peut-être arriver, il a jugé après un peu plus d'un an qu'il pourrait être plus utile comme pilote de bombardier en piqué. Il a alors demandé à être transféré à la flotte du Pacifique.
Le 31 mai 1940, Best a reçu l'ordre de rejoindre l'escadrille de bombardement numéro 6 (VB-6), sur le porte-avions USS Enterprise. A son arrivée le 10 juin sur la base terrestre de l'escadrille, Naval Air Station North Island en Californie, Best a été nommé flight officer (en) de l'escadrille, le troisième dans sa chaîne de commandement. Au début de 1942, après le début de la Guerre du Pacifique, il était passé executive officer (commandant en second), sous les ordres de son ami et camarade de USNA William Hollingsworth, surnommé « Holly ». Best est devenu ensuite chef d'escadrille, à temps pour la bataille de Midway.

## Guerre du Pacifique (1942-1944)
Best a combattu pour la première fois le 1er février 1942. Au crépuscule, l'escadrille VB-6 a attaqué sous son commandement des Japonais appareillant de Kwajalein aux Îles Marshall. Dans la matinée, il a attaqué l'aérodrome de Taroa (en), dans l'est de l'atoll de Maloelap avec huit SBD du VB-6 et un du VS-6 . Le 24 février, il a pris part à l'attaque de l'atoll de Wake par le groupe aérien de l’Enterprise, et le 4 mars à celle de l'île Marcus (Minamitori-shima). Après ces raids, l’Enterprise est reparti à Pearl Harbor et a accompagné l'USS Hornet pour le raid de Doolittle à la mi-avril. Les deux porte-avions ont ensuite foncé vers le sud, mais ils sont arrivés trop tard pour participer à la bataille de la mer de Corail. Avec leur sister-ship le USS Yorktown, ils ont été rappelés pour participer à ce qui allait devenir la bataille de Midway.

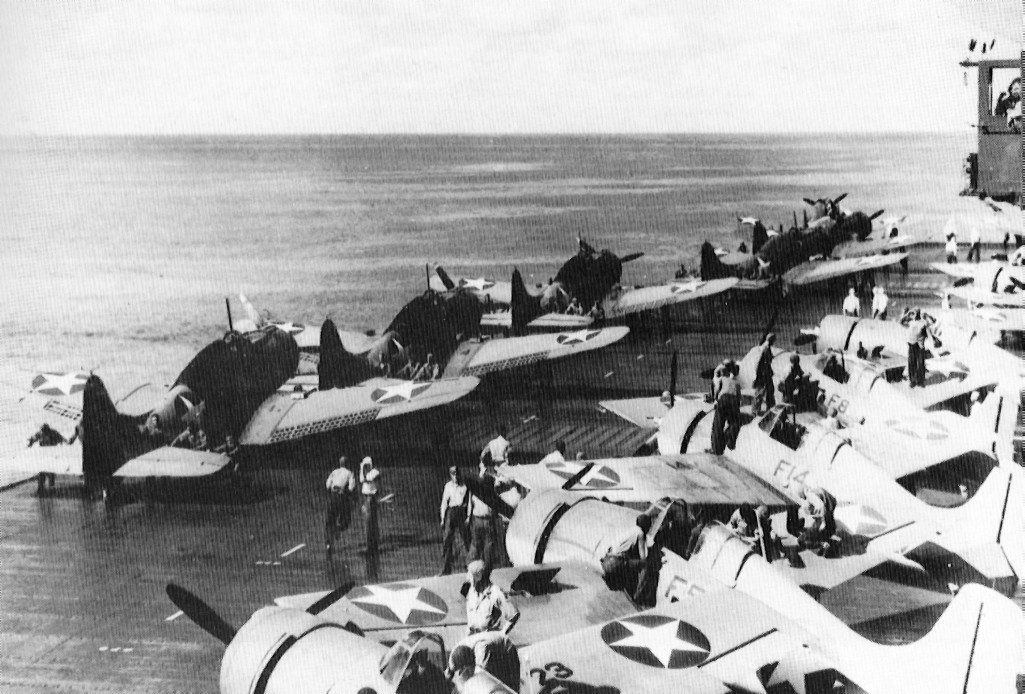
Le pont d'envol de l'USS Enterprise le 15 mai 1942 : le premier SBD est soit celui de Best ("B-1") soit celui du commandant de l'escadron VS-6 ("S-1").

### Bataille de Midway
Après le rapport d'un patrouilleur Consolidated PBY Catalina de Midway le matin du 4 juin 1942, l’Enterprise a commencé à envoyer ses avions à 7 h 06. Les escadrilles ont cependant été séparées et ont atteint les Japonais indépendamment. Seuls les bombardiers en piqué sont restés ensemble ; ils ont atteint les Japonais à 9 h 55. A 10 h 22 environ, ceux de l’Enterprise ont commencé à attaquer deux porte-avions japonais, le Kaga et l’Akagi.

#### Destruction de l’Akagi
À ce moment, l'attaque est devenue confuse, les 34 SBD Dauntless attaquant le Kaga et aucun l’Akagi. Le lieutenant Best a remarqué cette erreur et a quitté les autres avec deux de ses ailiers pour attaquer l’Akagi.
À 10 h 26, les trois SBD de Best ont attaqué l’Akagi. La première bombe, lâchée par le lieutenant Edwin John Kroeger, a manqué son but. La deuxième, lâchée par l'enseigne Frederick T. Weber (en), est tombée dans l'eau près de la poupe. L'onde de choc de celle-ci a faussé le gouvernail de l’Akagi. La dernière bombe, lâchée par Best, a traversé le pont d'envol et explosé dans le hangar supérieur, au milieu de 18 Nakajima B5N2. Ce coup a condamné l’Akagi.

#### Destruction duHiryu
Plus tard le même jour, Best a participé à l'attaque du dernier porte-avions japonais, le Hiryū, plaçant peut-être un des quatre coups au but. Une source récente affirme que le 4 juin 1942, le mitrailleur de Best, James Francis Murray, « vit l'éclair de leur bombe à travers la fumée quand elle frappa [le Hiryu] (...). Best est considéré comme le premier pilote américain à avoir touché deux porte-avions japonais le même jour ». Après la bataille, il a été décoré de la Navy Cross et la Distinguished Flying Cross. Après sa mort en 2001, l'amiral Thomas Moorer (en) et le vice-amiral William D. Houser (en) ont tenté en vain de lui faire décerner la Medal of Honor.

### Réformé
Le matin du vol, Best avait essayé une bouteille d'oxygène pour être sûr qu'elle ne laissait pas fuir de soude caustique. Sa première inhalation avait été remplie de gaz d'échappement. Il l'avait soufflée et n'y avait plus pensé. Mais le lendemain, il a commencé à cracher du sang. Le médecin a découvert que les gaz d'échappement avaient activé une tuberculose latente. Best est entré le 24 juin 1942 à l'hôpital de Pearl Harbor. Après 32 mois de traitement, il a pris sa retraite de l'US Navy en 1944.

## Carrière civile (1944-2001)
Après sa retraite de l'US Navy, Best s'est installé à Santa Monica, en Californie, où il a vécu le reste de sa vie. Sorti de l'hôpital, il a travaillé dans une petite division de recherche de Douglas Aircraft Company. Cette division a été intégrée à la RAND Corporation en décembre 1948, Best devenant son chef de la sécurité jusqu'à sa retraite en 1975. Il est mort le 28 octobre 2001 et a été enterré au cimetière national d'Arlington. Best était marié et avait une fille (Barbara Ann Llewellyn), un fils (Richard Halsey Best II), un petit-fils et une belle-fille.

## Culture populaire
- Richard H. Best est joué par l'acteur Ed Skrein dans le film Midway (2019).